# Brayan Figueroa
Brayan Armando Figueroa Euceda (San Pedro Sula, Cortés, Honduras; 28 de marzo de 1992) es un futbolista hondureño. Juega de defensa y su equipo actual es el Atlético Esperanzano de la Liga de Ascenso de Honduras.
Se inició en el Club Deportivo Platense Junior. Con Motagua pintó para grandes cosas, pero con el tiempo su fútbol se apagó.

## Clubes
| Club                 | País     | Año             |
| -------------------- | -------- | --------------- |
| Motagua              | Honduras | 2012 - 2013     |
| Lepaera              | Honduras | 2014            |
| Vida                 | Honduras | 2015            |
| Parrillas One        | Honduras | 2016 - 2017     |
| Platense             | Honduras | 2017 - 2018     |
| Atlético Esperanzano | Honduras | 2018 - Presente |